# Вакцинація проти COVID-19 у Польщі
Вакцинація проти COVID-19 у Польщі — це кампанія масової імунізації населення Польщі проти COVID-19 під час пандемії коронавірусної хвороби.
15 грудня 2020 року уряд Польщі прийняв постанову про ухвалення національної програми вакцинації проти COVID-19. Польща укладала контракти на закупівлю вакцин згідно з угодою ЄС, укладеною між Європейською комісією та державами-членами про створення спільного механізму попередньої закупівлі вакцин. Розмір закупівель був пропорційним кількості мешканців країни. Графік доставки однаковий для всіх країн (відповідно до їх населення). Станом на 12 грудня 2020 року Європейська Комісія підписала 6 угод про авансову закупівлю вакцин: з Pfizer/BioNTech, Moderna, AstraZeneca, CureVac, Janssen Pharmaceutica та Sanofi-GSK.
Польща вирішила приєднатися до 5 з цих угод:
- «Janssen Pharmaceutica NV» (16,98 млн закуплених доз),
- Pfizer/BioNTech (16,74 млн закуплених доз),
- Astra Zeneca (16 млн закуплених доз),
- Moderna (6,69 млн закуплених доз),
- CureVac (5,65 млн закуплених оз).

Закупка вакцин фінансувалась із державного бюджету. На закупівлю вакцин спрямовано близько 2,4 мільярда злотих.

## Вакцини
Європейське агентство з лікарських засобів ухвалило рішення про схвалення наступних 5 вакцин:
| Вакцина            | Схвалення      | Постачання     | Щеплення з     |
| ------------------ | -------------- | -------------- | -------------- |
| Pfizer / BioNTech  | 21 грудня 2020 | 25 грудня 2020 | 27 грудня 2020 |
| Moderna            | 6 січня 2021   | 12 січня 2021  | 26 січня 2021  |
| Oxford-AstraZeneca | 29 січня 2021  | 6 січня 2021   | 12 січня 2021  |
| Johnson & Johnson  | 11 січня 2021  | 14 січня 2021  | 15 січня 2021  |
| Novavax            | 20 грудня 2021 | 28 лютого 2022 | 1 березня 2022 |

.

## Етапи вакцинації
Черговість проведення щеплень у Польщі згідно з національною програмою щеплень була поділена на 4 етапи:
- Етап 0 — працівники охорони здоров'я, працівники будинків догляду, працівники міських закладів соціальної допомоги, допоміжний і адміністративний персонал охорони здоров'я, працівники санепідемстанцій[2], та батьки недоношених дітей.[3]
- Етап 1 — жителі будинків догляду, будинків соціальної опіки, будинків медсестринського догляду та інших закладів цього типу, а також особи старші 60 років почергово від найстарших, учителі, працівники силових структур
- Етап 2 — особи молодші 60 років, які мають хвороби, що можуть спричинити важкий перебіг COVID-19, або хворі, які знаходяться в процесі діагностики та лікування, що спричинює їх тривалий контакт із працівниками закладів охорони здоров'я, та особи, які безпосередньо здійснюють функції управління країною, та наражаються на високий ризик інфікування особами внаслідок частого контакту з іншими особами.
- Етап 3 — підприємці і працівники галузей, які знаходились на карантині у зв'язку із запровадженням так званих домашніх карантинів, а також масове щеплення усіх інших дорослих жителів країни.[2]

20 січня 2021 року представник уряду з питань національної програми щеплень Міхал Дворчик проінформував про зміну планів проведення І етапу щеплень:
- Етап Іа — особи віком біль ніж 60 років.
- Етап Ib — особи з довготривалими важкими хворобами, зокрема хворі на гемодіалізі, хворі на лікуванні з приводу злоякісних пухлин, особи після трансплантації органів, хворі на апаратах штучної вентиляції легень.
- Етап Іс — учителі та працівники силових структур.[4]

19 лютого представник уряду з питань національної програми щеплень Міхал Дворчик проінформував про зміну планів етапів щеплень:
- до 7 березня повинен закінчитися етап вакцинації вчителів
- від 7 березня повинна розпочатися програма щеплення медичних працівників (етап 0)
- від 15 березня має розпочатися етап Ib
- від 22 березня має розпочатися програма щеплень силових структур і щеплення за віковими групами (60-65 років).[5]

22 лютого уряд країни виділив з групи І етапу щеплень групу працівників пунктів обігріву і нічліжних закладів, їх мали щепити після осіб, які перебувають у будинках догляду або соціальної опіки.
4 березня Міхал Дворчик проінформував, що згідно з рекомендацією медичної ради продовжено час між отриманням першої і другої дози вакцини. Друга доза вакцини AstraZeneca могла вводитися через 12 тижнів після отримання першої дози, а вакцини Pfizer через 42 дні після першої дози. Нові терміни вакцинації другою дозою стосувалися осіб, які ще не отримали першої дози вакцини. Особи, які перенесли COVID-19, також будуть вакцинуватися по-іншому. Новий графік щеплень вступав у силу з 7 березня 2021 року. Збільшення інтервалу між вакцинаціями з 4 до 12 тижнів допоможе збільшити кількість осіб, які отримають частковий імунітет.
10 березня в оновленому розпорядженні про щеплення внесено доповнення, що перехворілі COVID-19 зможуть щепитися не раніше, ніж через 3 місяці після отримання позитивного результату тестування на коронавірус. Особи, у яких діагностовано злоякісні пухлини, і які ще не почали лікування, а також реципієнти трансплантатів, які очікують трансплантації, також матимуть право на вакцинацію на I етапі.
23 березня розпочато запис на щеплення населення віком від 60 до 64 років. Це була остання група осіб на першому етапі вакцинації населення.
30 березня уповноважений уряду Дворчик презентував заміну 2-го та 3-го етапів вакцинації прискореними щепленнями населення. Відповідно до рекомендацій 12–24 квітня записувалися на щеплення особи 1962—1973 років народження.
20 квітня було опубліковано постанову, яка дозволяє вакцинацію будь-якої особи старше 18 років у разі ризику списання вакцини.
26 квітня прискорився запис на щеплення. З цього дня розпочали допускати на щеплення по 2 роки народження на день. Першими реєструвалися особи 1974 та 1975 років народження.
У травневі вихідні (1-3 травня) у великих містах можна було зробити щеплення без реєстрації. Умовою була наявність активного направлення на щеплення. 1 травня стартувала акція «Вакцинуйся на пікніку», яка тривала до 3 травня. Вакцинацію в основному проводили однодозовою вакциною Johnson & Johnson.
10 травня, відповідно до позиції Медичної ради, було вирішено скоротити термін між введенням другої дози вакцини: «Moderna» з 42 днів до 35 днів, «Pfizer» з 42 днів до 35 днів, «AstraZeneca» з 84 днів до 35 днів. Зміна термінів набула чинності 17 травня. Вакцинація реконвалесцентів також мала відбуватися через 30 днів після отримання позитивного результату тесту на коронавірус.
Після того, як Європейське агентство з лікарських засобів схвалила вакцинацію дітей віком 12-15 років, 7 червня 2021 року в Польщі розпочалася кампанія вакцинації підлітків. Молодь вакцинували в діючих пунктах щеплення.
27 серпня представник уряду Дворчик повідомив, що уряд отримав рекомендацію медичної ради ввести додаткову, третю дозу вакцини особам з ослабленим імунітетом. Це особи: які проходять активне лікування раку, які перенесли трансплантацію, які приймають імуносупресивні препарати, яки проведено трансплантацію стовбурових клітин протягом останніх 2 років, хворі з помірним або важким синдромом первинного імунодефіциту, особи, інфіковані ВІЛ та хворі, які приймають спеціалізовані препарати, здатні пригнічувати імунну відповідь, а також хворі на діалізі.
21 вересня прем'єр-міністр Матеуш Моравецький повідомив, що через 6 місяців після повної вакцинації можна буде вводити бустерну (третю) дозу вакцини від COVID-19. Третя доза буде доступна зокрема для осіб старших 50 років і для осіб, які працюють з хворими. Запис на вакцинацію стартував 24 вересня. Третьою дозою для осіб віком 50+ стане вакцина «Pfizer».
13 грудня 2021 року надійшла перша партія вакцини «Pfizer» у педіатричній дозі для дітей віком 5-11 років.

### Масова вакцинація
Наказом міністра охорони здоров'я Польщі від 9 квітня 2021 року розширено коло осіб, крім лікарів, які проходять кваліфікаційний іспит щодо знання правил введення вакцини проти COVID-19. До розширеного складу входять лікарі-стоматологи, медичні сестри, акушерки, фельдшери, шкільні гігієністи, фізіотерапевти, фармацевти, лаборанти, а також студенти 5-6 курсів медичних факультетів, студенти 3-го курсу середніх медичних закладів. Ці особи повинні скласти теоретичний і практичний іспит щодо введення вакцини у вигляді внутрішньом'язової ін'єкції та вжиття заходів у разі раптової алергічної реакції чи іншого стану, що загрожує життю, відразу після щеплення.
13 квітня міністерсство охорони здоров'я спільно з головним санітарним інспектором визначили рекомендації та вимоги щодо організації нових громадських пунктів щеплень, створених у рамках національної програми вакцинації. Пункти щеплень повинні мати можливість вакцинувати значну кількість людей. Цільовий потенціал вакцинації залежить від розташування пункту. Орієнтовна місткість: міста до 50 тис. мешканців — обсяг щеплень до 200 доз на день, міста понад 50 тисяч мешканців — обсяг щеплень до 500 доз на день. Щеплення в нових пунктах проводитимуть вакцинальні бригади. Одна бригада складалася з 1-4 осіб: 1-2 осіб, які проводять огляд та щеплення (огляд та вакцинацію може проводити одна особа) та 0-2 особи керівної ланки.
19 квітня розпочали роботу пілотні універсальні пункти вакцинації. По країні було створено 16 таких пунктів, по одному в кожному воєводстві. Зрештою, таких пунктів буде створено 471 по всій країні.
1 липня Міхал Дворчик повідомив, що перші державні пункти вакцинації будуть закриті через зниження динаміки реєстрації, а тягар щеплень візьмуть на себе, зокрема, заклади первинної медичної допомоги.

## Вакцинальна кампанія

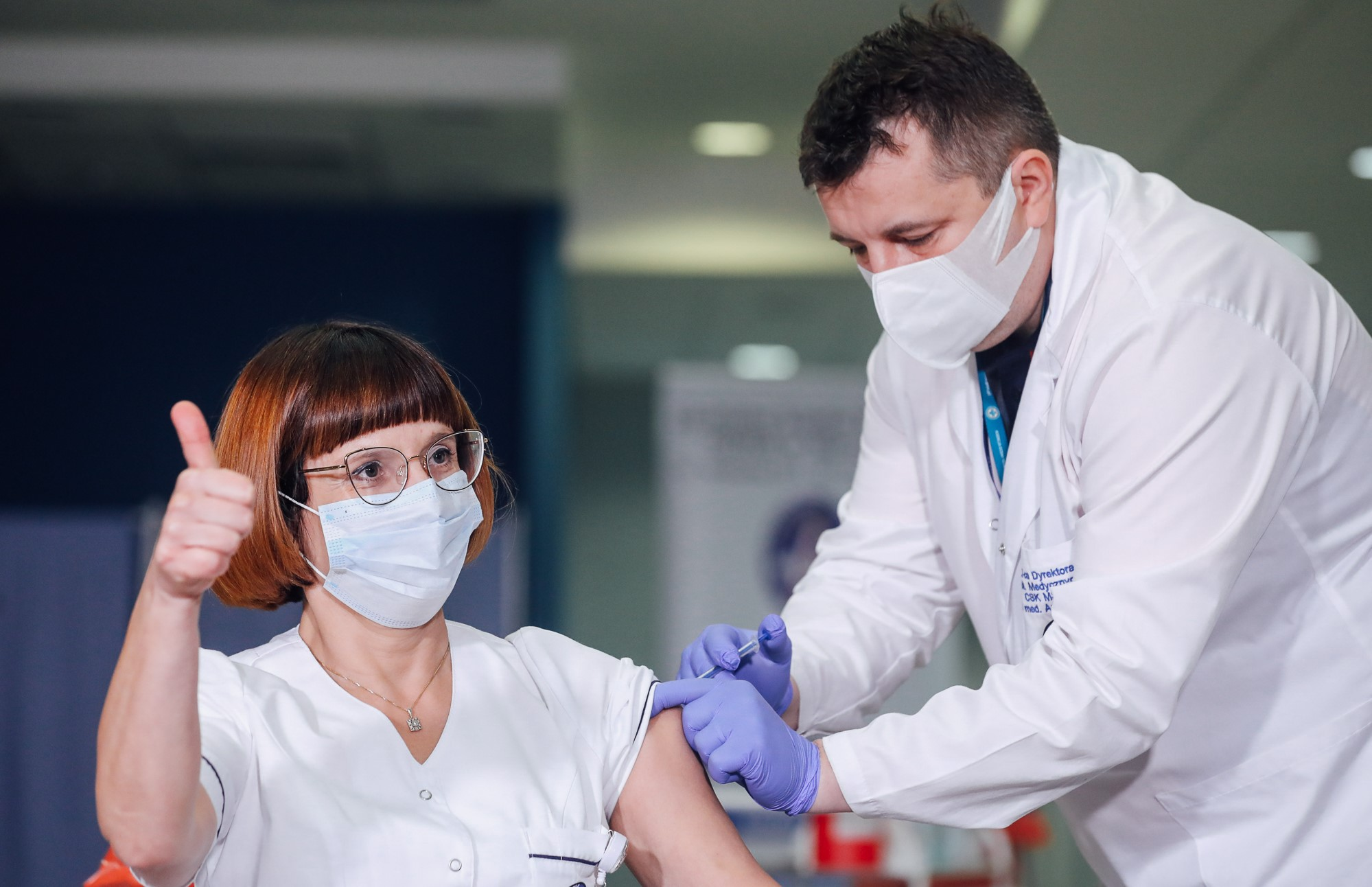
Аліція Якубовська, медсестра Центрального клінічного шпиталю Міністерства внутрішніх справ та адміністрації у Варшаві, перша людина, вакцинована проти COVID-19 у Польщі

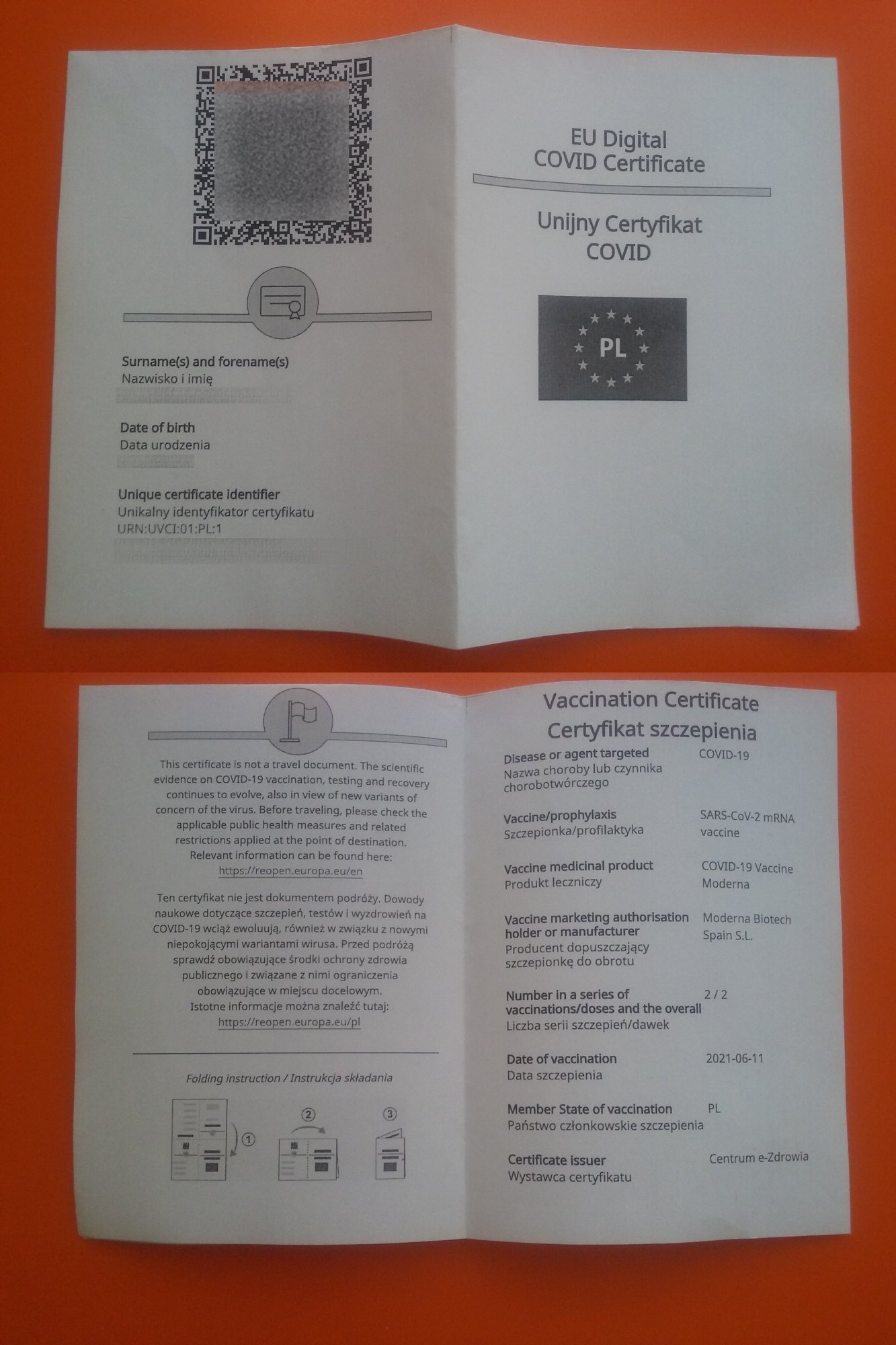
Роздруківка COVID-сертифіката ЄС («паспорт»), доступна на сайті уряду після отримання 2-ї дози вакцини

27 грудня 2020 року розпочалися щеплення проти COVID-19. Щепленнями охоплено медичний персонал із так званої «нульової групи». Щ епленнями охоплено медичний персонал із так званої «нульової групи». 29 грудня 2020 року серед вакцинованих були також політики, лікарі за фахом: Томаш Гродзький, Станіслав Карчевський, Вальдемар Краска та Владислав Косиняк-Камиш.
До кінця 2020 року щеплено 46,7 тисяч осіб.
5 січня 2021 року кількість вакцинованих перевищила 100 тисяч осіб.
12 січня до Польщі прибула перша партія (29 тисяч доз) вакцин компанії «Moderna».
15 січня розпочався запис на щеплення для людей старше 80 років, а 22 січня могли записатися ті, кому не менше 70 років. Кампанія вакцинації зареєстрованих людей похилого віку розпочалася 25 січня.
18 січня розпочалася акція з вакцинації мешканців будинків престарілих. Кампанія охоплювала близько 70 тисяч осіб.
19 січня кількість вакцинованих перевищила 500 тисяч осіб.
25 січня розпочалася програма вакцинації населення так званої «І групи». У першій групі вакцинація охоплювала осіб похилого віку старше 60 років (група близько 4,6 мільйонів осіб). У планах передбачалося, що до кінця першого кварталу 2021 року вакцину проти COVID-19 у Польщі отримають 3,1 мільйона осіб.
27 січня кількість щеплень перевищила мільйон.
2 лютого було ухвалено рішення вводити вакцину AstraZeneca особам від 18 до 60 років. У зв'язку з цим медична рада рекомендувала в першу чергу вакцинувати цим препаратом вчителів групи «Ic». 12 лютого медична рада випустила нову рекомендацію, яка розширює охоплення вакцинацією AstraZeneca на осіб віком 18-65 років. 27 лютого міністр охорони здоров'я рекомендував використовувати вакцину AstraZeneca особам до 69 років.
4 лютого уряд уклав контракт на постачання 8,4 мільйона доз вакцини від Novavax. Після схвалення Європейським агентством з лікарських засобів вакцина може прибути до країни у другому кварталі 2021 року.
12 лютого стартував перший тур щеплень вчителів. По всій Польщі на щеплення звернулося 268 тисяч вчителів із 440 тисяч загалом. Кількість вакцинованих перевищила 2 мільйони осіб.
24 лютого кількість щеплених обома дозами вакцини перевищила мільйон. Того дня кількість щеплених першою дозою сягнула 5 % від загальної кількості населення країни.
8 березня кількість щеплень перевалила за 4 мільйони.
20 березня кількість щеплень перевищила 5 мільйонів (у тому числі двома дозами — понад 1,75 мільйона осіб).
24 березня почалася вакцинація силових структур.
29 березня кількість щеплених двома дозами вакцини перевищила 2 мільйони.
8 квітня кількість щеплених принаймні першою дозою перевищила 5 мільйонів.
23 квітня кількість щеплень перевалила за 10 мільйонів. Наступного дня прем'єр-міністр Матеуш Моравецький та його дружина отримали щеплення. 26 квітня президент Анджей Дуда та його дружина зробили щеплення.
3 травня кількість щеплених хоча б першою дозою вакцини перевищила 30 % дорослого населення країни. Це також 23,5 % від загальної чисельності населення країни.
8 травня кількість щеплень першою дозою перевищила 10 мільйонів.
16 травня кількість щеплених принаймні першою дозою вакцини перевищила 30 % від загальної кількості населення країни. Наступного дня розпочався запис підлітків на щеплення. Підлітки можуть самостійно вакцинуватися; умовою є наявність форми за згодою батьків.
20 травня загальна кількість щеплених двома дозами вакцини досягла 5 мільйонів.
7 червня розпочалася вакцинація дітей 12-15 років. 15 червня кількість повністю вакцинованих осіб перевищила 10 мільйонів. 28 червня 2021 року в Польщі вакцинували понад 432 тисяч дітей та підлітків 12–17 років.
4 липня загальна кількість щеплень перевищила 30 мільйонів.
13 липня уповноважений уряду Дворчик оголосив, що через зниження інтересу до щеплень і ймовірність того, що термін придатності вакцин може закінчитися, вакцини, які раніше придбав польський уряд, будуть перепродані в Грузію та Україну.
5 серпня міністерство освіти і науки повідомило, що близько 30 % підлітків у віці 12-18 років були щеплені принаймні однією дозою вакцини.
8 серпня загальна кількість щеплень перевищила 35 мільйонів.
26 серпня кількість щеплених хоча б однією дозою перевищила 50 % населення країни.
4 листопада кількість повністю вакцинованих осіб перевалила за 20 мільйонів.
15 грудня кількість осіб, які отримали третю дозу (бустер) вакцини, перевищила 5 мільйонів.
31 грудня 2021 року кількість щеплених хоча б однією дозою становила 56,64 % населення країни.
31 січня 2022 року кількість осіб, які отримали третю дозу (бустер) вакцини, перевищила 10 мільйонів.
22 липня 2022 року розпочато процес IV (бустерної) вакцинації осіб старше 60 років.
16 вересня 2022 року поширено процес IV вакцинації (ревакцинацією) для осіб старше 12 років. З 3 жовтня бустерну вакцинацію можна робити також дітям від 5 років.
15 квітня 2023 року розпочато щеплення 5-ю дозою осіб віком від 60 років або з ослабленим імунітетом, а також працівників медичних закладів.

### Зловживання та порушення під час виконання плану вакцинації
На рубежі грудня 2020 року та січня 2021 року у Варшавському медичному університеті щепили майже 200 осіб поза групою «0». На університет наклали штраф у розмірі 350 тисяч злотих, президент медичного центру Варшавського медичного університету також був звільнений з посади.
27 січня було викрадено вакцини з медичного центру в Ілуві-Осаді (3 ампули), а також 15 ампул з клініки міської лікарні в Хожуві.
17 березня уповноважений уряду Дворчик підтвердив, що після інформації про призупинення вакцинації в інших країнах вакциною AstraZeneca, у Польщі останніми днями «від кількох до кількох десятків відсотків людей не з'являються на щеплення».
1 квітня сталася збій у системі реєстрації вакцинації, яка дозволяла записувати 40-річних. Цією можливістю скористалися близько 60 тисяч осіб. Пізніше записані дати щеплень скасовано, окрім запланованих на 1 або 2 квітня. У їх випадку було занадто пізно відкладати вакцинацію, тому їх дати були збережені.
9 липня міністр охорони здоров'я Адам Недзельський оголосив, що в період з 1 червня по 8 липня кількість осіб, які не з'явилися на другу вакцинації, становила близько 44 тисяч.
25 липня в Гродзиську-Мазовецькому група «антиваксерів» намагалася увірватися в пункт вакцинації, а 1 серпня подібна група напала на пункт вакцинації в Гдині. У ніч з 1 на 2 серпня підпалили приміщення санепідемслужби і пункт вакцинації в Замості.

### Побічні реакції після вакцинації
У період з 27 грудня 2020 року по 15 квітня 2021 року до держсанепіднагляду надійшло 6051 побічна поствакцинальна реакція, з них 5161 — легкі, тобто почервоніння та короткочасні неприємні відчуття в місці ін'єкції. Серед важких випадків зареєстровано кілька десятків смертей (детальний звіт на сайті «NOP — niepożądany odczyn poszczepienny. Czym jest i jak często występuje?»). У повідомленні не вказувався вік померлого та тип вакцини.
За даними Головної санітарної інспекції, станом на 15 квітня було зареєстровано 3057 побічних реакцій після вакцини AstraZeneka, з них 25 важких, 324 серйозних і 2708 легких. Загалом після щеплення вакциною Pfizer виникло 2576 побічних реакцій на вакцину, у тому числі 101 важка, 397 серйозних і 2078 легких. Після вакцини «Moderna» зафіксовано 218 несприятливих реакцій, у тому числі 6 важких, 29 серйозних і 183 легких.
Станом на 10 серпня зареєстровано загалом 14206 поствакцинальних побічних реакцій, з них 11973 були легкими, тобто почервоніння та короткочасні неприємні відчуття у місці ін'єкції.

### Рекламна кампанія та проведення промоційних заходів
Разом із програмою масової вакцинації в країні стартувала рекламна кампанія із заохочення вакцинації проти COVID-19. З 29 грудня 2020 року в радіопросторі можна почути ролики професійних лекторів, на які надихнула телекампанія за участю акторів Станіслава та Матеуша Банасюків. З 12 січня 2021 року також стартували ролики за участю Цезарія Пазури. Актор закликав глядачів робити щеплення та показував, де шукати надійні джерела інформації про вакцинацію.

Відсоток населення, повністю вакцинованого проти COVID-19, за муніципалітетами і ґмінами (24 березня 2022 р.)

1 липня 2021 року стартувала програма для заохочення щеплень у вигляді вакцинальної лотереї, яка тривала до 30 вересня 2021 року. Грошові та матеріальні винагороди мали заохотити особливо тих, хто не визначився з вакцинацією, та боротьбу з подальшим поширенням хвороби. Призовий фонд становив 14 мільйонів злотих. У рамках промоційної діяльності щодо вакцинації також започатковано програми для органів місцевого самоврядування:
- "Гміна на «Медаль», конкурс для перших 500 гмін, у яких рівень повністю вакцинованих мешканців досягне мінімум 67 % (приз 100 тисяч злотих)
- «Найстійкіша гміна», конкурс у трьох номінаціях:
  - для гмін до 30 тисяч мешканців; 49 гмін з колишніх воєводств з найбільшим відсотком вакцинованих мешканців (премія 1 мільйон злотих)
  - для гмін у діапазоні 30–100 тисяч жителів, 3 гміни з найбільшим відсотком вакцинованих мешканців (премія 1 мільйон злотих)
  - для гмін понад 100 тисяч мешканців, 1 гміна з найбільшим відсотком вакцинованих мешканців (приз 1 мільйон злотих)
- «Найстійкіший муніципалітет у Польщі», муніципалітет, який досягне найвищого відсотка вакцинованих жителів до 31 жовтня 2021 року (премія 2 мільйони злотих).[66]